# Monastère d'Agía Triáda (La Canée)
Le monastère d’Agía Triáda (grec moderne : Μονή Αγίας Τριάδας) ou le monastère d’Agía Triáda des Zangaroli (Μονή Αγίας Τριάδας των Τζαγκαρόλων) est un monastère grec-orthodoxe dans la péninsule d'Akrotiri dans l'unité régionale de La Canée en Crète, Grèce. Il abrite également un musée.
Le monastère, dont le nom signifie « Sainte Trinité », a été construit au XVIIe siècle par deux frères de la famille vénitienne Zangaroli sur le site d'une église préexistante.
Les moines produisent et vendent du vin et de l’huile d'olive sur place,

## Architecture
L'église est construite dans le style architectural cruciforme byzantin avec trois coupoles. L'église principale est flanquée de deux chapelles plus petites en forme de dôme, dont l'une est dédiée à la source de vie (Zoodochos Pigi) et l'autre à Saint Jean le théologien. L'église principale est dédiée à la Sainte Trinité et l'église a un narthex à l'avant placé à angle droit par rapport à l'allée principale. Il y a deux grandes colonnes de style dorique et une plus petite colonne de style corinthien de chaque côté de l'entrée principale. La façade de l'église a deux colonnes de style ionien et corinthien et porte une inscription en grec, qui est datée de 1631. La porte de la cave du monastère est datée de 1613. Au XIXe siècle, le monastère a été créé comme une importante école de théologie à partir de 1833 et le beffroi date de 1864. Le monastère a ensuite été considérablement endommagé lors des conflits avec les Turcs et en 1892, un séminaire y fut créé.

## Musée
Le monastère a également une bibliothèque qui contient quelques livres rares et un musée qui contient une collection d'icônes et une collection de codex. Les pièces importantes comprennent une icône portable de St-Jean le théologien datée d'environ 1500, Le Jugement Dernier, une œuvre d'Emmanuel Skordiles du XVIIe siècle, St-Jean le précurseur (1846), L'arbre de Jessé (1853), L'hospitalité d'Abraham et le Descente dans l'Hadès (1855), L'histoire des beautés Joseph (1858) et un manuscrit sur rouleau de parchemin avec la messe de saint Basile.